# En djävulsk fälla
En djävulsk fälla (originaltitel: Touch of Evil) är en amerikansk drama-film noir från 1958 i regi av Orson Welles, baserad på romanen Nattens ondska (Badge of Evil) från 1956 av Whit Masterson. Huvudrollerna spelas av Charlton Heston, Janet Leigh och Orson Welles.
Slutet av 1950-talet och början av 1960-talet diskuteras ofta som en gränsöverskridande ålder inom filmkonsten. Franska nya vågen etablerades och de mäktiga studiosystemen i Hollywood minskade i dominans över publiken. Sexualiteten gick från att beskrivas med pussar till mer realistiska uttryck av närhet.
Russell Mettys foto gör Welles film till en visuellt sett mycket framgångsrik film noir. Filmen redigerades om vid ett flertal tillfällen och det skulle dröja tills efter Welles död innan filmen återställdes enligt hans önskningar. Öppningsscenen har blivit klassisk, med en tagning på 3:30 utan klipp, från en höj och sänkbar dolly.

## Handling
Den naive mexikanske polismannen Ramon Miguel Vargas (spelad av Charlton Heston) tror sig kunna assistera de lokala poliserna i en liten stad vid gränsen mellan Mexiko och USA, efter att han tillsammans med sin amerikanska fru Susan (Janet Leigh) bevittnat en bil explodera, men misstänkliggörs på grund av sin etnicitet.
Utredaren Hank Quinlan (Orson Welles) och hans skadade ben, som anses ge honom goda intuitiva deckarinstinkter, visar sig snarare vara inblandad i korrumperade kontakter med stadens undre värld och ha en utvecklad förmåga att plantera ut bevis i stället för en överdådig skicklighet att lösa brottsfall.

## Rollista i urval
- Charlton Heston – Ramon Miguel "Mike" Vargas
- Janet Leigh – Susan Vargas
- Orson Welles – kommissarie Hank Quinlan
- Joseph Calleia – polisassistent Pete Menzies
- Akim Tamiroff – Joe Grande
- Joanna Cook Moore – Marcia Linnekar
- Ray Collins – Adair, distriktsåklagaren
- Dennis Weaver – nattportier på Mirador Motel
- Mort Mills – Al Schwartz, biträdande distriktsåklagare
- Valentin de Vargas – Pancho
- Victor Millan – Manolo Sanchez
- Lalo Ríos – Risto
- Gus Schilling – Eddie Farnham
- Joi Lansing – Zita
- Harry Shannon – Pete Gould
- Mercedes McCambridge – ligist
- Marlene Dietrich – Tana
- Zsa Zsa Gabor – strippklubbsägare
- Éva Gábor – dansare
- Joseph Cotten – obducent

## Galleri

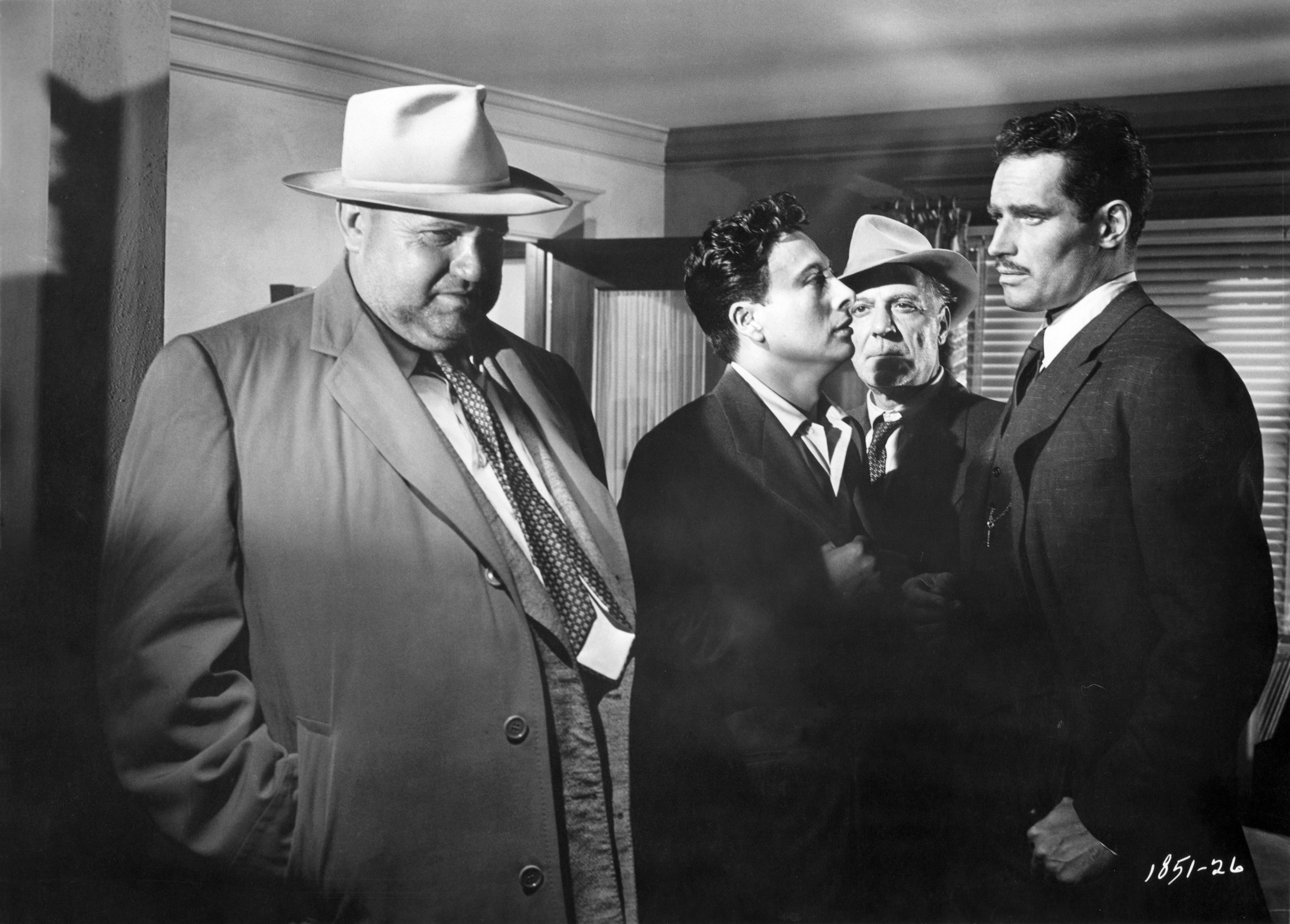
Orson Welles (Quinlan), Victor Millan (Sanchez), Joseph Calleia (Menzies), Charlton Heston (Vargas)
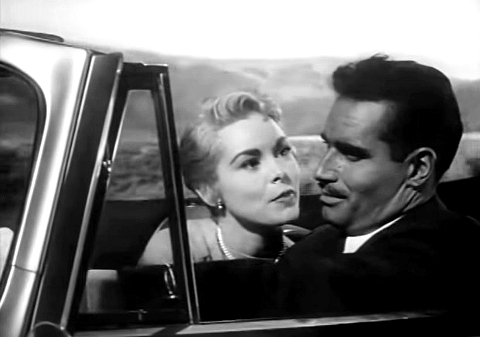
Janet Leigh och Charlton Heston som Susan och Miguel Vargas
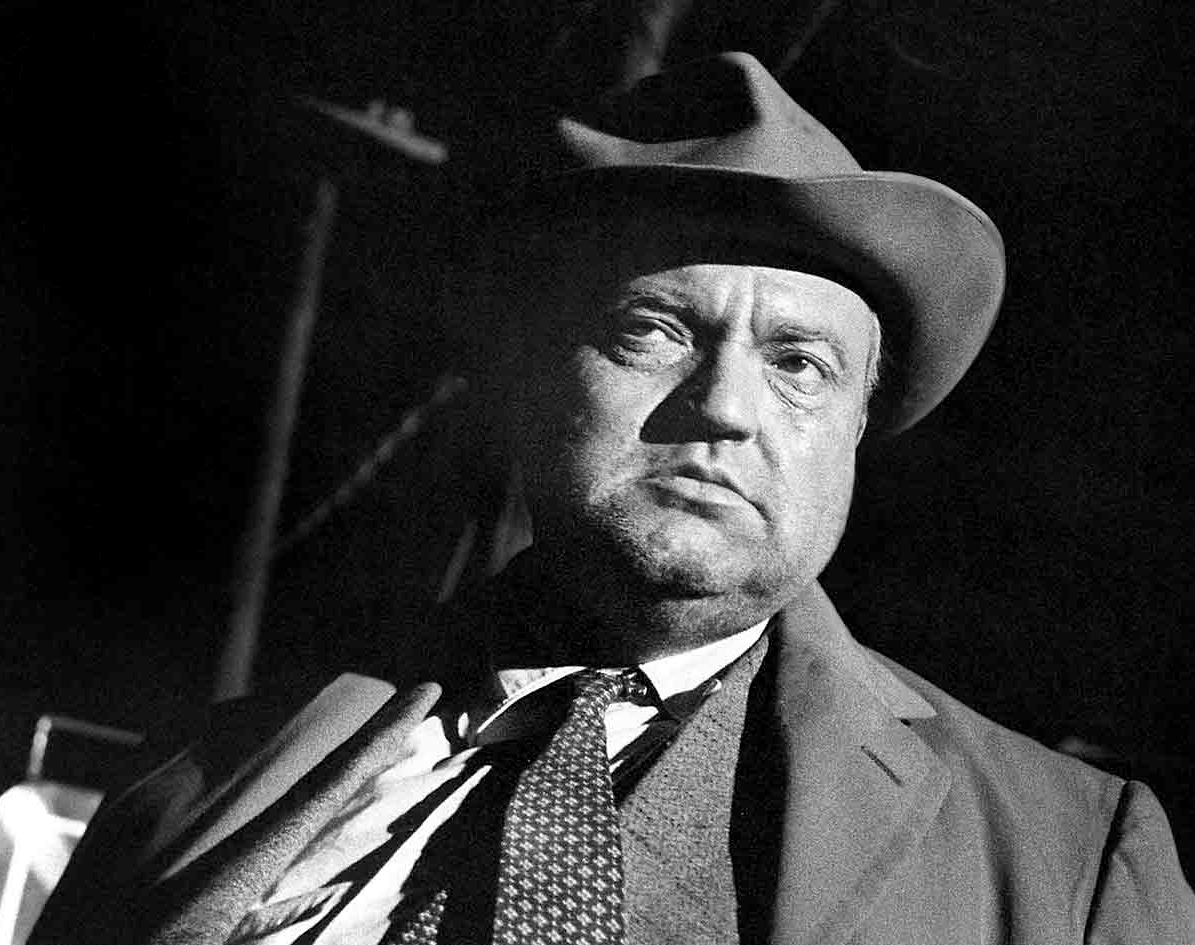
Orson Welles som Hank Quinlan
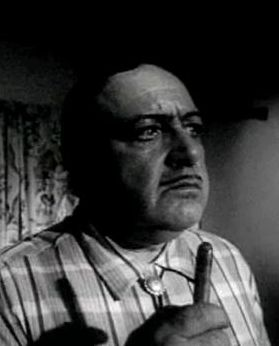
Akim Tamiroff som Joe Grande
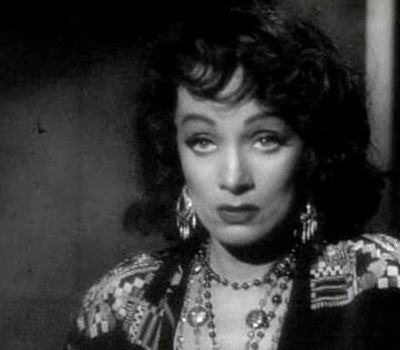
Marlene Dietrich som Tana

## Musik
Musiken till filmen komponerades av Henry Mancini, som vid tidpunkten var ett relativt okänt namn i Hollywood. Han hade tidigare bland annat medverkat som en av kompositörerna av musiken till 1954 års (senare kultförklarade) skräckfilm Skräcken i Svarta lagunen. Han skulle senare bland annat göra musiken till filmer som Frukost på Tiffany's och Den rosa pantern. Mancinis musik till En djävulsk fälla lånar rytmer från latinsk jazz och afrokubanska slagverk, blandat med instrumental upptempoblues och rock'n'roll.

### Låtlista

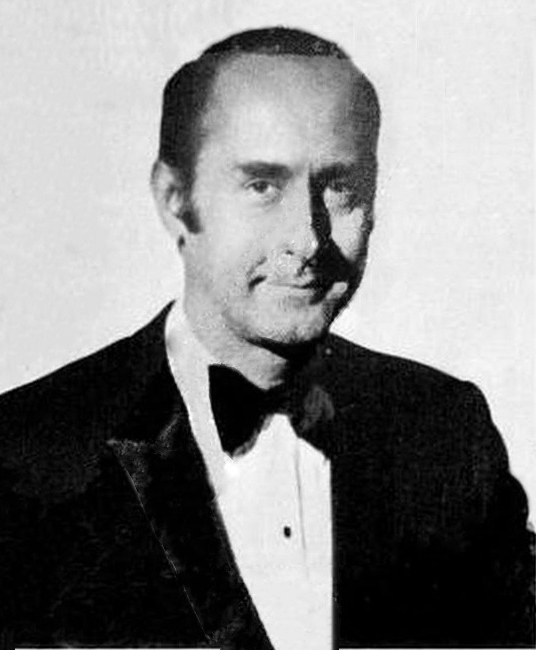
Henry Mancini.

(Varèse Sarabande – VSD-5414)

Alla låtar är skrivna och komponerade av Henry Mancini. 
| Nr           | Titel                | Längd |
| ------------ | -------------------- | ----- |
| 1.           | Main Title           | 3:28  |
| 2.           | Borderline Montuna   | 2:00  |
| 3.           | Strollin' Blues      | 2:38  |
| 4.           | Orson Around         | 2:44  |
| 5.           | Reflection           | 2:59  |
| 6.           | Tana's Theme         | 2:23  |
| 7.           | Flashing Nuisance    | 1:35  |
| 8.           | The Boss             | 1:05  |
| 9.           | Pidgeon Caged        | 0:55  |
| 10.          | Rock Me to Sleep     | 2:39  |
| 11.          | The Big Drag         | 2:19  |
| 12.          | Ku Ku                | 2:41  |
| 13.          | Susan                | 2:19  |
| 14.          | Son of Raunchy       | 3:01  |
| 15.          | Lease Breaker        | 2:45  |
| 16.          | Background to Murder | 7:20  |
| 17.          | Bar Room Rock        | 1:14  |
| 18.          | Blues Pianola        | 3:13  |
| 19.          | Something for Susan  | 1:38  |
| 20.          | The Chase            | 1:00  |
| Total längd: | Total längd:         | 49:56 |